# The Lab
The Lab (Frankenstein) è un film per la televisione del 2004, tratto dal romanzo Dean Koontz's Frankenstein di Dean Koontz, a sua volta liberamente ispirato dal romanzo di Mary Shelley Frankenstein, o il moderno Prometeo del 1816.

## Trama
Il mostro di Frankenstein è ancora vivo nel XXI secolo. Ha preso sembianze umane (benché sinistre) e adesso si fa chiamare Deucalione. È sua intenzione continuare l'opera del suo creatore.